# (3294) Carlvesely
(3294) Carlvesely – planetoida z grupy pasa głównego asteroid okrążająca Słońce w ciągu 4 lat i 159 dni w średniej odległości 2,7 j.a. Została odkryta 24 września 1960 roku w programie Palomar-Leiden-Survey przez Cornelisa van Houtena, Ingrid van Houten i Toma Gehrelsa. Nazwa planetoidy pochodzi od Carla Vesely'ego, pracownika naukowego Lunar and Planetary Laboratory. Przed jej nadaniem planetoida nosiła oznaczenie tymczasowe (3294) 6563 P-L.